# Kippa
Kippa (hébreu : כִּפָּה ou כִּיפָּה ; pluriel : kippot, כִּפוֹת ou כִּיפּוֹת) est le terme hébraïque désignant la calotte portée traditionnellement par les hommes juifs pratiquants et plus récemment par les femmes du courant libéral lors de la prononciation d'un sacrement. Elle est également appelée yarmoulke (/aˈjɑrməlkə/ ou /ˈjɑːməkə/, du yiddish : יאַרמולקע) aux États-Unis, et parfois kapele (yiddish : קאפעלע) .

## Étymologie
Le mot kippa vient de la racine hébraïque (k.f) kaf (כ) qui signifie « paume » voire « cuillère » ou « dôme »/« voûte » en architecture, « ce qui recouvre », soit un objet incurvé,,. 
En yiddish, le mot yarmulke vient de l'araméen yira malka qui signifie « crainte du Roi » et le couvre-chef se dit kappe, racine que l'on retrouve notamment dans le mot d'origine allemande « képi ».

## Dans les sources juives
Dans le Livre de l'Exode (28 : 4), il est dit que les Cohanim doivent se couvrir la tête.

### Littérature rabbinique

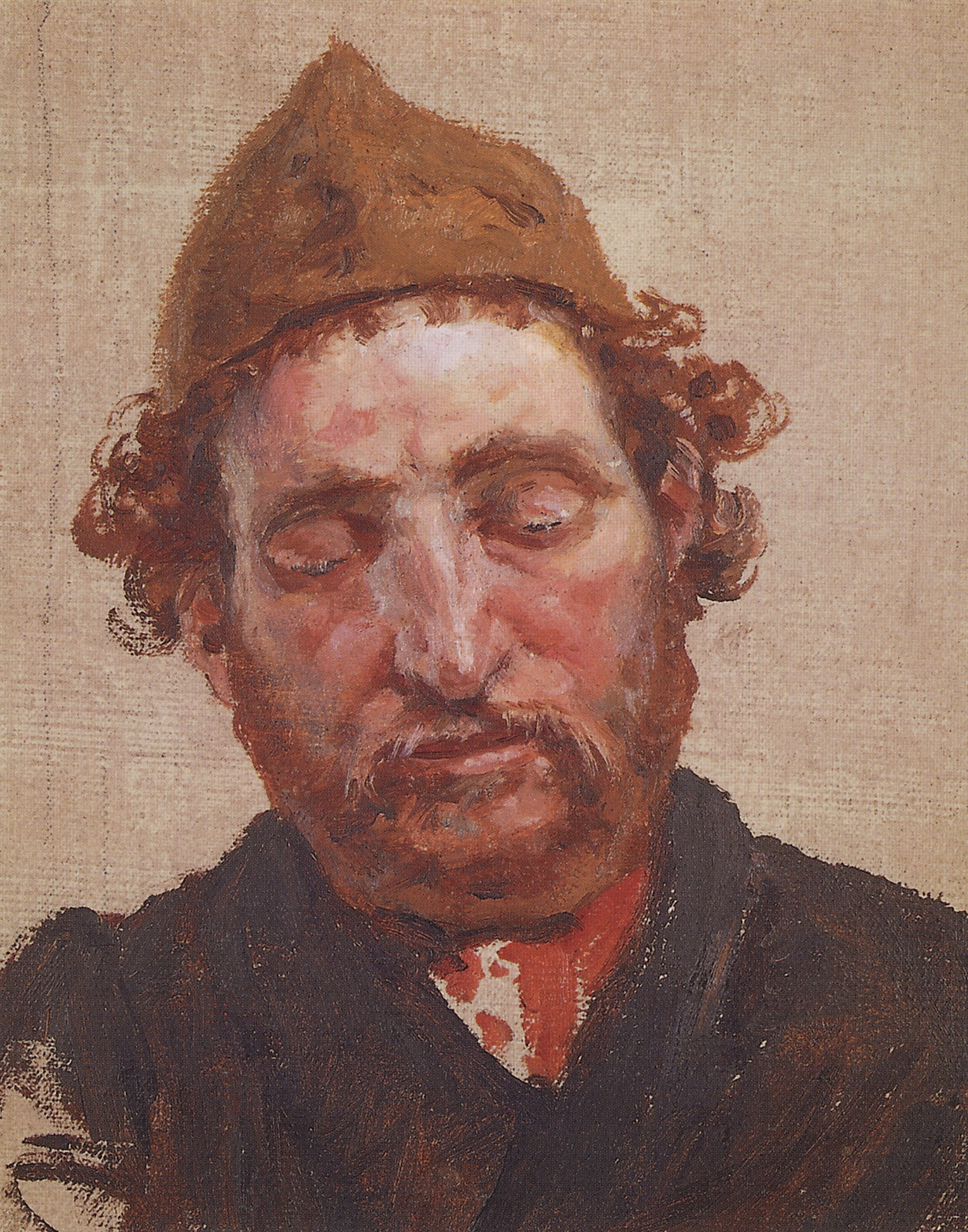
Tête d'homme aux cheveux roux portant une kippa jaune par Vasily Polenov (av. 1888).

Aux IIIe et IVe siècle, le mot kippa apparaît dans le Talmud, pour simplement désigner un couvre-chef. La coutume de se couvrir la tête commence ainsi à l'époque du deuxième Temple de Jérusalem. Le Talmud rapporte que « Rav Houna, fils de Rav Yehoshoua, ne marchait pas quatre coudées tête découverte, par égard envers la présence Divine ». 
Le premier porteur d’un couvre-chef est Rav Nachman bar Yitzchak (en) de Babylone, que sa mère entend ainsi prémunir contre ses tendances au mal et à la frivolité.
Le Talmud indique que le port de la kippa a pour but de rappeler que Dieu est l'Autorité suprême « au-dessus de nous » (Kiddouchin 31a).
L'époque médiévale est celle des premières législations sur le port de la kippa. Le rabbin Israel Isserlein (en) estime dans son livre le Troumat Hadechen qu'il n’y a pas d’interdiction formelle de se promener tête nue, il est juste bon de se couvrir la tête. A contrario, le rabbin Joseph Karo légifère dans le Choulhan Aroukh (hébreu : שולחן ערוך « table dressée ») qu'il est interdit de marcher plus de 4 coudées (environ 2 mètres) la tête nue,.
Nahmanide est également de cet avis,, alors que le Tossafiste Rabbi Peretz de Corbeil (en) estime qu'il faut avoir la tête couverte, uniquement lorsque l'on prie ou que l'on se trouve dans une synagogue. Le reste du temps, le port de la kippa n'est pas une obligation. Le rabbin Israel Bruna (en) estime cependant qu'il est formellement interdit de se promener tête découverte, interprétant le passage du Talmud qui raconte l'anecdote de rav Houna comme se rapportant à un second couvre-chef.

### Usage

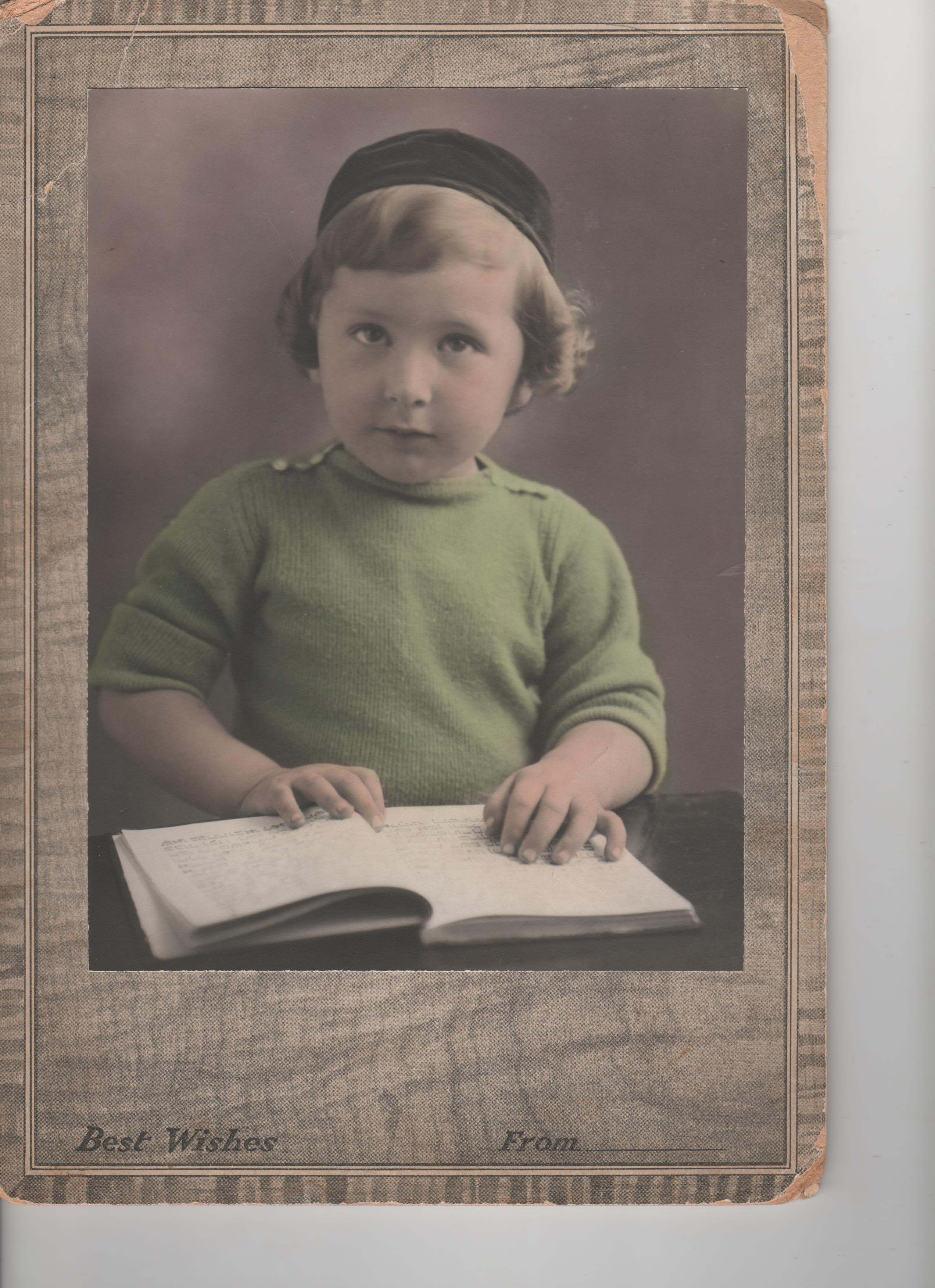
Ancienne carte de vœux montrant un tout jeune enfant juif avec sa kippa (janvier 1939).

Durant l'Antiquité, le Cohen, c'est-à-dire le grand prêtre, porte, lors des bénédictions, une tiare en tissu ou un ruban alors que les prêtres portent un simple bonnet de lin blanc ; seules les personnes ayant un statut religieux élevé avaient la tête couverte,. 
Le port d'un couvre-chef pouvant être désigné comme kippa se généralise progressivement à partir du Moyen Âge où il est réservé aux temps de prière et d’étude. L'origine de l'adoption de sa forme discrète de demi-sphère à cette époque reste encore inconnue,. Elle revêt différentes formes suivant les régions et les époques telles que capuchon, turban, chapeau. Traditionnellement, son port par tous les Juifs relève de la coutume et non de l’obligation religieuse. Des controverses naissent à cette époque sur la nécessité ou pas de se couvrir : facultatif pour certains, uniquement durant les repas, à l'extérieur ou uniquement durant le culte pour d'autres. 
Entre les XIIIe et XIVe siècles, les Juifs religieux et les rabbins font de cet usage un devoir religieux.
Aujourd'hui, obligatoirement, tout homme pénétrant dans une synagogue ou tout Juif priant porte soit une kippa (par mesure de piété) soit le couvre-chef de son choix,. Il en est de même dans sa vie au quotidien, sauf cas d'exception.

### Sens

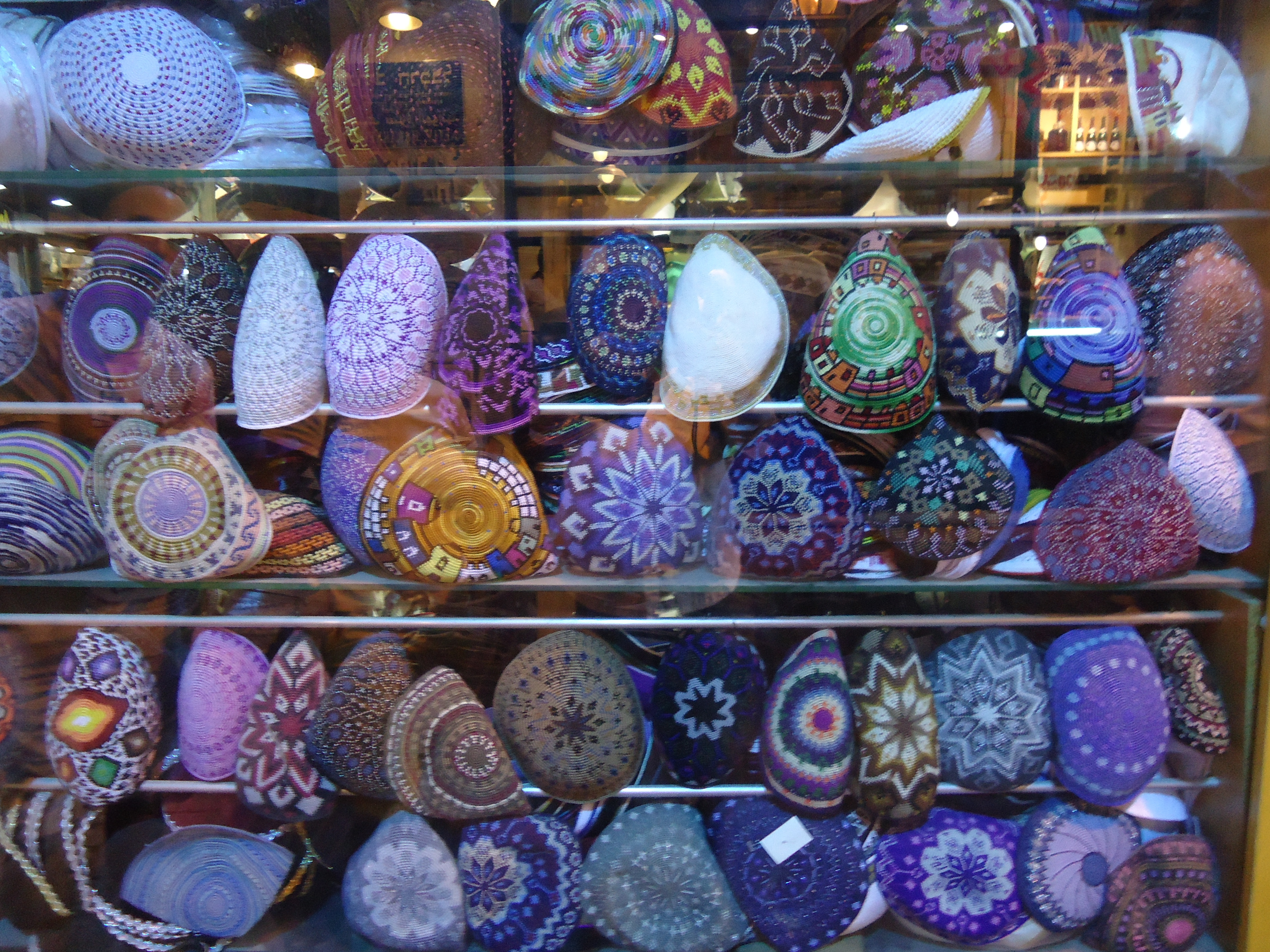
Vitrine d'un magasin « Kippa Man » à Jérusalem, proposant une variété de kippot tricotées (srouga).

Pour Delphine Horvilleur, le port de la kippa rappelle constamment au Juif qu'il existe une présence au-dessus de sa tête, plus grande que lui, que le monde ne s'arrête pas aux limites de son corps, de sa conscience ou de son expérience, et cet au-delà transcendant est représenté symboliquement par la kippa. Pour d'autres, la kippa marque la supériorité de Dieu. Selon Haïm Korsia, c’est un signe de « soumission à Dieu », et non de « reconnaissance ». 
Plus généralement, la kippa permet au Juif d'afficher son humilité et son respect à travers sa croyance pour sanctifier le Nom de Dieu (voir yarmulke défini supra),.
De nos jours, la kippa est devenue un signe de ralliement et de reconnaissance car il en existe de différentes sortes qui renvoient chacune à un mouvement particulier, local, politique, identitaire ou religieux : noire et portée au quotidien sous le chapeau pour les hassidim ; tricotée au crochet et portée seule au quotidien pour les orthodoxes modernes ; portée uniquement durant la prière pour les libéraux et les Juifs messianiques ou abandonnée pour certains réformés,,. 
Signe d’identité juive, la kippa est parfois devenue un élément discriminant, en dehors d'Israël.

## Laïcité à l'école en France
Jusqu'en 1989, le port de la kippa par les élèves dans le milieu scolaire est toléré par l'administration française, ce qui n'est pas le cas pour les enseignants en raison de la loi qui garantit la neutralité de l'enseignement. À partir de cette date, les controverses sur le port des signes religieux en classe, notamment celui du foulard islamique et les lois qui en découlent, limitent drastiquement son usage.

## Port de la kippa dans l'espace public
En janvier 2016, un enseignant juif reconnaissable à sa kippa est agressé dans la rue à Marseille. Le président du Consistoire de Marseille, Zvi Ammar, conseille alors aux Juifs de ne plus porter de kippa dans la rue, ce qui suscite la réprobation du président du Consistoire central, celle du président du CRIF et celle du grand-rabbin de France Haïm Korsia qui suggère au contraire aux « supporteurs de l'Olympique de Marseille de revêtir mercredi 20 janvier un couvre-chef » à l'occasion d'un match de football. Aussi, un collectif de théologiens et religieux chrétiens lancent un appel à tous les chrétiens de porter une kippa samedi 16 janvier en signe de fraternité avec les Juifs de France. De nombreuses personnalités prennent alors position sur le sujet, du rabbin Delphine Horvilleur à Rony Brauman dont les propos suscitent l'indignation de nombreuses personnalités et institutions juives, en passant par le monde politique,.
Le 29 janvier 2018, c'est un jeune garçon juif de 8 ans, portant kippa qui est roué de coups dans une rue de Sarcelles ; le parquet de Pontoise retient le mobile antisémite,.
En 2019, plusieurs personnalités dont un commissaire du gouvernement allemand déconseillent aux Juifs de « porter la kippa partout tout le temps en Allemagne », en raison de la montée de l’antisémitisme dans le pays,.